# Crenita Arotra
Crenita Arotra (em grego: Κρινίτης/Κρηνίτης Ἀροτρᾶς; romaniz.: Krinítis/Krenítes Arotras) foi um aristocrata e governador militar bizantino na Grécia do sul. Um protoespatário, foi nomeado em 921/922 como estratego do Tema do Peloponeso e envolveu-se na supressão duma revolta eslava dos melingos e ezeritas. Angariou uma importante vitória e forço-as a pagar um tributo temporário de 600 soldos.

## Biografia e identificação

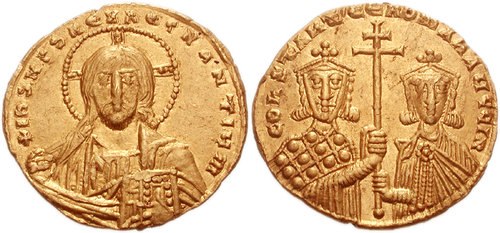
Soldo de r. e Romano II r.

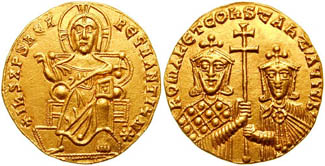
Soldo de r. e Constantino VII

Arotra foi um rebento da família Crenita, um clã aristocrático de origem armênio presente no Império Bizantino desde o começo do século IX. No começo de 921 ou 922 (estudiosos mais antigos datam isso em ca. 935), quando manteve o posto de protoespatário, foi nomeado como governador militar (estratego) do Tema do Peloponeso e incumbido com a supressão da revolta da tribos eslavas dos melingos e ezeritas. As duas tribos rebelaram-se no passado, em 840-842, e após sua derrota por Teoctisto Briênio, foram obrigadas a pagar, respectivamente, um tributo anual de 60 e 300 soldos. Em ca. 920, eles começaram a desobedecer os comandos do estratego João Protevo, recusando a aceitar os governantes (arcontes) escolhidos para eles e serem recrutados para serviços no sul da Itália contra uma rebelião lombarda em curso.
De acordo com o Sobre a Administração Imperial do imperador Constantino VII Porfirogênito (r. 913–959), Arotra começou sua campanha contra eles em março, queimando e saqueando suas terras em torno do monte Taigeto até novembro. As duas tribos submeteram-se novamente, e foram condenadas a pagar um tributo elevado de 600 soldos. Arotra foi transferido (final de 922 ou começo de 923) para o tema vizinho da Hélade e foi substituído por Bardas Platípoda. Sob Platípoda, a luta no Peloponeso recomeçou uma vez que ele confrontou a nobreza local, enquanto outra revolta das tropas eslavas peloponésias seguiu-se logo depois, com os melingos e ezeritas conseguindo reduzir o tributo para as quantias anteriores.
Dois selos do século X que citam "protoespatário e estratego imperial do Peloponeso Crenita" são conhecidos e talvez pertencem a ele. Ele também foi identificado por alguns como uma pessoa de mesmo nome, mencionada na hagiografia de São Lucas de Estiris. Este Crenita serviu como estratego da Hélade de ca. 945 até 952/955, antes de servir como estratego do Peloponeso. Muitos autores, porém, acreditam que são duas pessoas. Alguns estudiosos, como Steven Runciman, também associa-o com outro Crenita, que foi usado pelo imperador Romano I Lecapeno (r. 920–944) em missões diplomáticas aos príncipes armênios.